# Рутул
Рутул (рут. МыхІа) — високогірне село в Дагестані, адміністративний центр Рутульського району. Історико-культурний центр рутульського народу. Політичний центр рутульських історичних державних утворень.

## Географія
Рутул розташований в південно-східній частині Рутульського району, у верхів'ях долини річки Самур, в гирлі річок Лалаан і Рутул, за 280 км на північний захід від міста Махачкала. На північ від села проходить Самурського хребет, а на південь — Гельмец-Ахтинський.

## Населення
Національний склад села за переписом 2002 року:
- Рутульці — 3632 особи (91,8 %)
- Росіяни — 162 особи (4,1 %)
- Цахури — 73 особи (1,8 %)
- Лезгини — 39 осіб (1 %)
- Інші — 52 особи (1,3 %)[2]

У рутулов налічуються представники 61 тукхума (патронімій): КІирзилиер, Сагьидер, Чилхъуйер, Гьали-Юсуфар, Месийер, ЧІаІкъыйер, Эьмэдер, КІаІраІгъыйер, Мамашийер, Сийдийер, Къазибегер, Аддулвэлиер, Къафланар, Бэхъер, Кичиханар, Эмыйер, Татар, Гьивизарыйер, БакІыйер, Къадимер, Артухъыйер, Кетер, ГьаІсанханар, Диллерийер, Танхъыйер, Джырыхыйер, Темезер, Палашер, Суьлийер, Халакыйер, БицІанийер, Карыйер, ТІкьыйер, Сандусарар, Йеричивар, ХыркІыйер, Хъинкийер, КьартІыйер, ЦентІийер, Кьуцурыйер, АІмычер, Кьубыйер, ГьуІмыйер, Мацанар, Къункъунар, Лаккуйер, Дзыдзыхъыйер, ШинтІийер, БитІийер, Суьхьуьйер, Къазатийер, Къузукьуйер, ШитІанийер, Шебетийер, МагъаІрамар, КІакІалыйер..

## Утворення села
У переказах про утворення села кажуть, що Рутул виник в результаті злиття семи родових поселень.

## Історія
З 1150 в рутулів є ханака. А в 1226 році, згідно з місцевою епіграфою, тут велося капітальне будівництво.
У XIII столітті, за часів монгольської навали, рутулам і цахурам вдалося уникнути залежності від Золотої Орди і утворити два великих общинних союзи.
Згадується про існування з початку XII століття центрів освіти і книжкової культури в рутулів і цахурів, поширеності арабської та місцевої грамотності, ремесел (металообробка, будівельна справа тощо)
У XV столітті утворюється Рутульське бекство з центром у Рутулі. В 1536 році Рутульського бек в союзі з Казикумухським шамхальством нападають, розоряють і спалюють Ахти. В 1541 у ахтинський Хасан-бек ібн Мухаммад-бек, підтримуваний правителем Дербента Алхас-Мірзою ад-Дарбанді, нападає, грабує і спалює Рутул. В 1542 році рутульці, за підтримки Куби, знову розграбували Ахти. У 1574 році в рутулов затверджується представник Казикумухське династії Газібек. У 1839 році, у відповідь на захоплення наїбом Агабеком Рутульським Нухі в результаті Самурського походу генерала Головіна, Даніял-бек Ілісуйський займає Рутул. Рутульське бекство було розформовано, а його територія приєднана до Російської імперії, у складі якої Рутул відносився до Рутульського наїбства Самурського округу Дагестанської області.

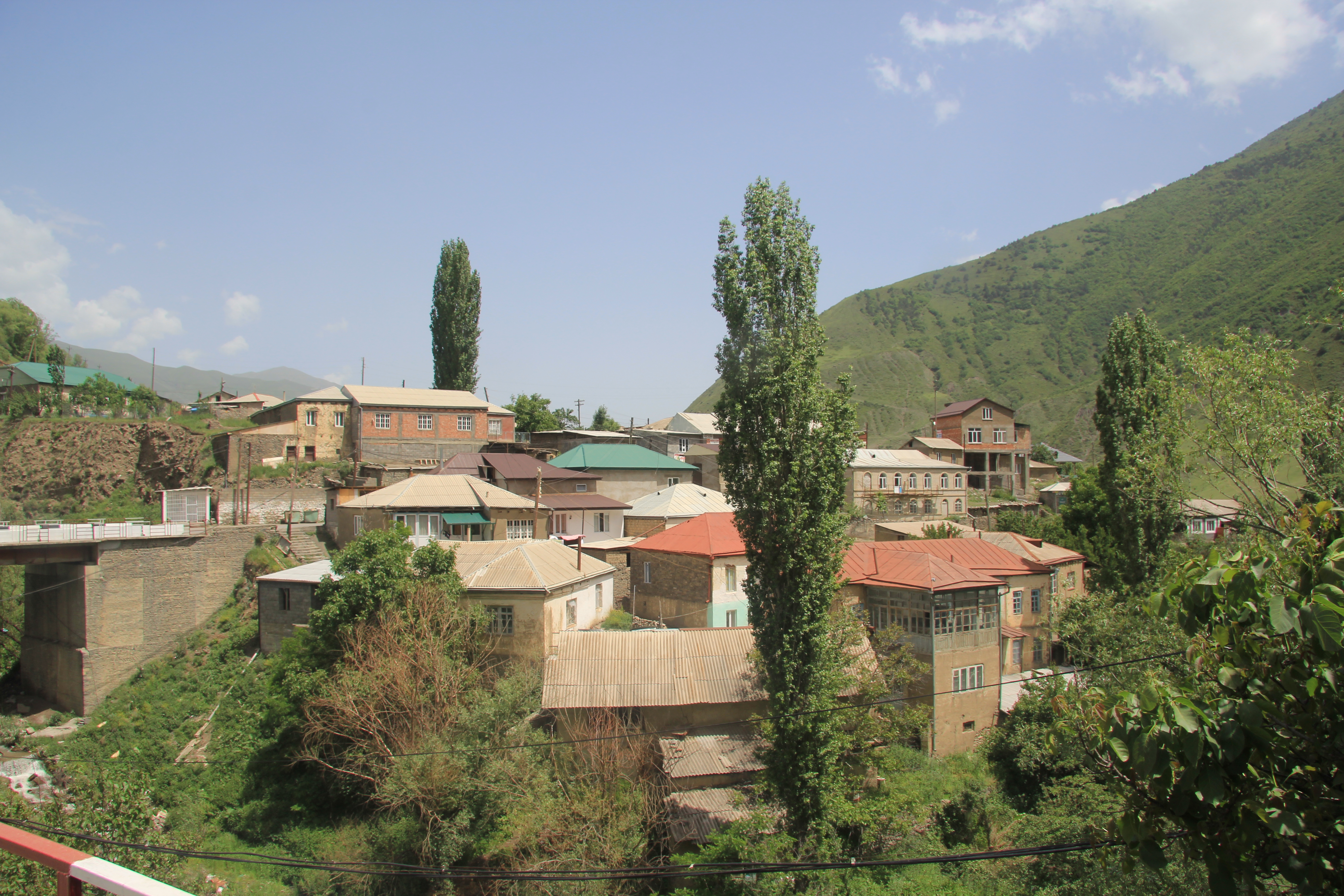
Один з історичних кварталів Рутула

У 1907 році громада Рутула мала поголів'я овець і кіз загальною чисельністю в 22 500 голів. В 1914 році в Рутулі було відкрито однокласне світське училище, де навчалося близько 20 дітей, В 1929 році Рутул став адміністративним центром новоутвореного Рутульського району.

### Етимологія
Щодо терміна «МыхІаІд» є версія, в якій говориться, що в Кавказькій Албанії населення ділилося на хъамашов,  акьра , мшакьов і мухханов. Муххани, перебуваючи на державній службі, готували для військовий кінноти ячмінь. Від слова «муххани» отримало нове найменування слово «ячмінь»: на лезгин. Мух, агул. Мух, криз. Мых. Самоназва рутульців, як народу, походить від цього слова — рутульці іменують себе михедамі.